# Les Échaudeurs des ténèbres
Les Échaudeurs des ténèbres est une série de bande dessinée créée par Pierre Alary avec le scénariste Bertrand Mandico et le coloriste Patrick Noël. Lancée en 2001 par Soleil, elle est interrompue dès son deuxième volume, scénarisé par Rodolphe.

## Albums
- Les Échaudeurs des ténèbres, Soleil :

1. Les Dents du bonheur, 2001  (ISBN 2-84565-126-0)[1].
2. Zubrowka, 2003  (ISBN 2-84565-556-8). Prépublié dans Bodoï en 2003.

### Documentation
- Pierre Alary (int. par Jean-Pierre Fuéri), « Les Goûts et l'Échaudeur », BoDoï, no 60,‎ février 2003, p. 22.